# 車臣—俄羅斯衝突
車臣－俄羅斯衝突（俄语：Чеченский конфликт）是一場俄羅斯政府（先前為蘇聯政府）與車臣民族主義者與伊斯蘭武裝份子間已經持續數個世紀，且多以武裝形式出現的區域性衝突。兩者間的敵對狀態可追溯至1785年，而導致衝突爆發的因素則更早。
俄羅斯帝國原先對北高加索地區不感興趣，僅將其作為與盟友喬治亞，以及波斯、鄂圖曼帝國等敵人的聯絡通道。然而，俄羅斯帝國在該地區越發頻繁的活動卻逐漸使局勢升溫，最終導致車臣民眾於1785年起身反抗俄羅斯帝國對該地區的干預；兩者在經歷多次小規模衝突後，更在1817年爆發高加索戰爭。俄羅斯在付出重大損失後，才得以於1864年勉強鎮壓住車臣叛亂份子。
在俄國內戰期間，車臣及其他高加索地區國家得以維持獨立數年，直到最終於1921年被蘇維埃化。而在第二次世界大戰期間，車臣人則將德國的入侵視為起義推翻蘇聯在該地區統治的良機。作為回應，蘇聯政府在1944年將叛亂的車臣人集體放逐至中亞；他們被迫待在那裡，直到1957年才得以返回故鄉。
俄羅斯政府與車臣最近一次的衝突發生於1990年代。隨著蘇聯的解體，車臣分離主義者便趁勢於1991年宣布獨立。1994年下半年，第一次車臣戰爭爆發。在經歷兩年的戰事後，俄羅斯軍隊自該區域撤出。1999年，武裝衝突再起，但俄羅斯政府很快便控制住局面，戰事隨即於次年結束，而俄羅斯安全部隊也在該區域建立完整的控制體系。

## 起源
北高加索地區是一多山的區域，且位於俄羅斯與中東地區的重要貿易路線上。由於地理位置的戰略重要性，列強間已爭奪此區域的控制權數個世紀。俄羅斯帝國在沙皇恐怖伊凡的統治下，先後於1556年征服欽察汗國所屬的喀山汗國及阿斯特拉罕汗國，隨後帝國的勢力便開始進入北高加索地區，並開啟俄羅斯與波斯、鄂圖曼帝國及克里米亞汗國等同時期的列強為了控制此地區貿易通路的長久戰事。帝國內部的意見分歧使俄羅斯直至18世紀前皆無法有效投射兵力至該地區；然而，俄羅斯帝國的盟友哥薩克人在伊凡四世的征服後，開始移入北高加索地區內的低地放牧，並不時與車臣人產生衝突與摩擦；而由於當時的氣候變化對於居住在山中堡壘內的車臣人而言越來越不利，因此他們亦開始移往低地定居。
1774年，俄羅斯帝國自鄂圖曼帝國手中奪得奧塞提亞的控制權，以及具有戰略重要性的達里奧爾峽谷。9年後，也就是1783年，俄羅斯與喬治亞一同簽署《格奧爾吉耶夫斯克條約》，使喬治亞－一塊為穆斯林國家圍繞的基督教領土－成為俄羅斯的保護國。為了履行協定所載的義務，俄羅斯帝國女皇葉卡捷琳娜二世開始建造穿越達里奧爾峽谷的喬治亞軍用道路，並於沿線修建堡壘、碉堡及哨站等防禦工事來保護道路。然而，造路工程卻激怒車臣人；他們認為沿路的堡壘設施侵犯車臣的傳統領地，而且是個潛在的威脅。

## 車臣與俄羅斯帝國的衝突

### 謝赫曼蘇爾的崛起與後續（1785～1894）

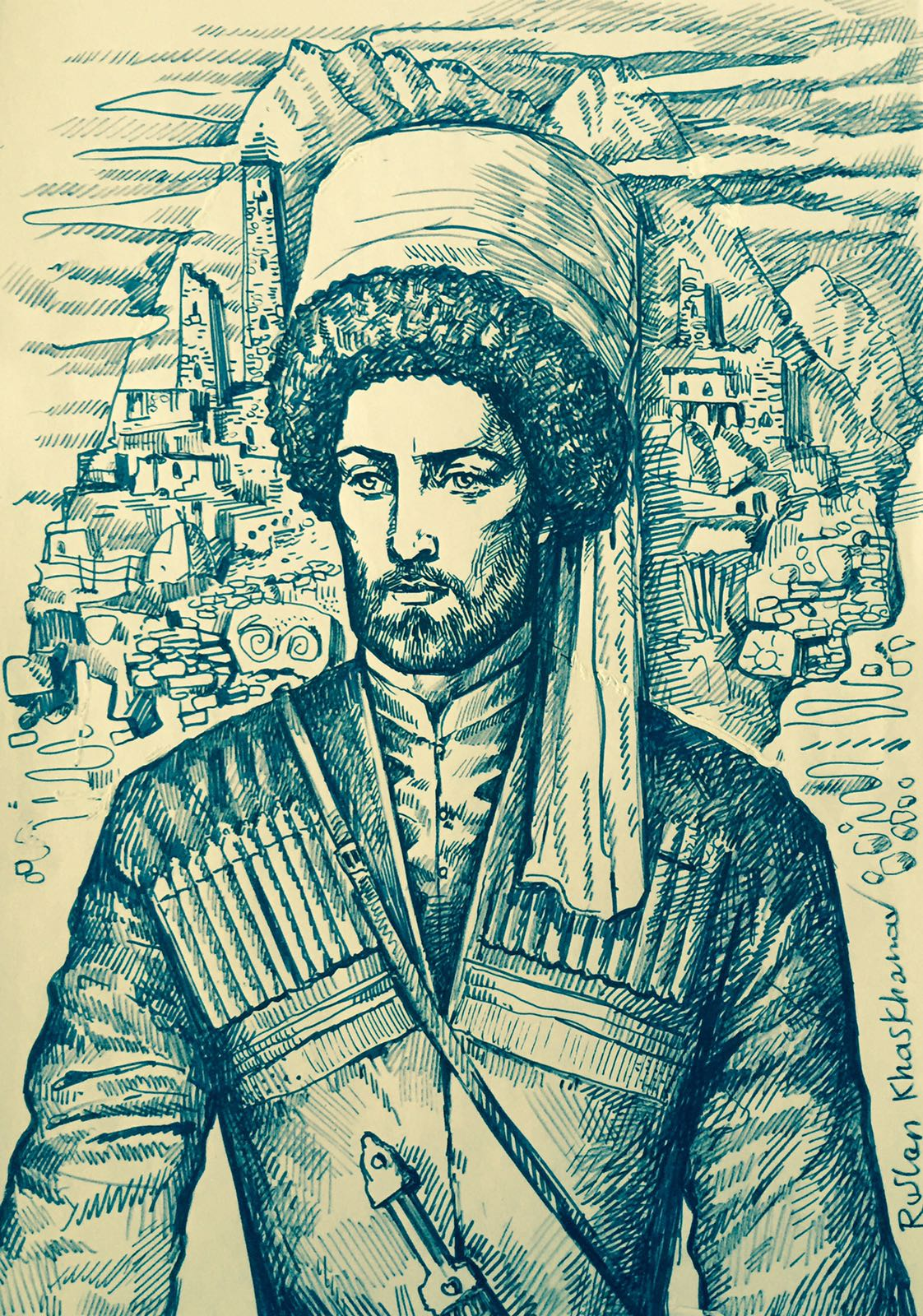
謝赫曼蘇爾

大約在這個時期，一位名為謝赫曼蘇爾的車臣伊瑪目開始將伊斯蘭教義簡化，以便於傳教。他同時鼓吹北高加索地區內不同的山中民族應當在伊斯蘭教的號召下團結起來，以抵禦境外勢力的侵犯。對於俄羅斯帝國而言，謝赫曼蘇爾的作法將損及帝國利益，因此1785年時，帝國派兵企圖將其緝拿歸案。然而，帝國的軍隊卻未能抓到他，反而放火燒掉他的村莊；軍隊在回程途中遭到謝赫曼蘇爾及其追隨者的突襲，並遭殲滅。這件事進而引發第一次車臣與俄羅斯間的戰爭。戰爭持續數年，謝赫曼蘇爾在戰鬥中大量使用游擊戰術；苦於無法有效擊敗車臣的俄羅斯軍隊則廣泛地實施懲罰性的劫掠及屠殺，直到謝赫曼蘇爾於1791年被捕為止。謝赫曼蘇爾於1794年在監禁中逝世。
1801年，俄羅斯帝國正式併吞喬治亞，並進一步加深俄羅斯對該區域的影響力。在接下來的幾年裡，車臣戰士不斷透過小規模的突襲和劫掠等行動來騷擾通過高加索地區的俄羅斯帝國軍隊，從而促使帝國派遣兩支人數眾多且裝備精良的遠征軍進入車臣領土，以期一勞永逸地解決車臣問題，但兩支部隊皆敗戰而歸。俄羅斯軍隊的指揮官因此開始考慮以更極端的手段征服車臣。然而，所有征服車臣的計畫皆因拿破崙於1812年入侵俄羅斯而終止。

### 高加索與克里米亞戰爭（1817～1864）
在擊敗拿破崙的法國軍隊後，沙皇亞歷山大一世再一次將注意力轉移至北高加索地區，並派遣他戰功最為彪炳的將軍之一阿列克謝·彼得羅維奇·葉爾莫洛夫領兵前往平定北高加索地區的叛亂。1817年，葉爾莫洛夫的軍隊踏上了征服高加索的旅程。葉爾莫洛夫採用極端的戰術，其中包括經濟封鎖、連坐懲處以及強制驅離等。這些戰術雖然於初期幫助俄羅斯軍隊取得了一些成功，但卻被認為有害於俄羅斯在該地區的影響力，且可能進一步加深車臣人的敵意。葉爾莫洛夫最終於1827年被解除指揮職務。
俄羅斯與車臣衝突中的一個轉捩點發生於1828年，穆里德派主義運動崛起時。該運動由穆斯林山民領袖伊瑪目沙米爾所領導。1834年時，他以伊斯蘭教為號召將北高加索地區諸國團結起來，並對俄羅斯發動「聖戰」。1845年，伊瑪目沙米爾的軍隊在達爾戈殲滅數千名俄軍士兵及三名將軍，迫使俄軍撤退。
1853年至1856年，克里米亞戰爭期間，車臣幫助鄂圖曼帝國對抗俄羅斯。然而，車臣內部的部落衝突卻使伊瑪目沙米爾的軍隊元氣大傷，而他本人亦於1859年被捕。當戰爭於1862年結束時，俄羅斯承諾給予車臣與高加索地區內其他民族團體自治權。然而，俄羅斯並未遵守承諾，反而兼併車臣和其週遭區域，而成為帝國下轄的捷列克州。

## 俄國內戰與蘇聯時期
1917年俄國革命後，北高加索地區的山地居民共同建立北高加索山區共和國。該國持續存在至1921年被迫接受蘇聯統治為止。約瑟夫·史達林於1921年親自與高加索地區領袖談判，並承諾該區域在蘇聯體制下將能享有高度自治權。山區蘇維埃社會主義自治共和國亦於同年度建立，但隨後便於1924年解體，並分裂為六個較小的自治共和國。車臣-印古什蘇維埃社會主義自治共和國後來於1934年建立。車臣與蘇聯政府的矛盾於1920年代晚期因集體耕作政策而逐漸浮現。與蘇聯政府的對峙於1930年代中期趨緩，原因是高加索的許多地方領袖皆被逮捕或是殺害。

### 第二次世界大戰期間
納粹德國於1941年6月入侵蘇聯。根據蘇聯史料，許多車臣人加入了德意志國防軍，然而這一說法仍由於缺乏證據支持而有待商榷。到了1943年1月時，德軍敗象初露，而此時的蘇聯政府正在考量將車臣人及印古什人永久逐出北高加索地區。1944年2月，在拉夫連季·貝利亞的直接命令下，將近50萬車臣人及印古什人被迫遷離自己的家園，並遭強制安置於中亞地區。他們遭關入哈薩克及吉爾吉斯等地的的勞動營。在史達林於1953年逝世後，尼基塔·赫魯雪夫掌權，並隨即公開抨擊史達林。1957年，車臣人獲准回到自己的家園。隨後，車臣-印古什蘇維埃社會主義自治共和國亦被重建。

### 民族衝突（1958～1965）
車臣人於1957年回到北高加索地區後，暴力行動隨即於翌年爆發，起因是一名俄羅斯水手與一名印古什青年為了一名女孩而發生口角，俄國水手隨後傷重不治。這起事件迅速惡化為大規模的民族暴動，該區域內的斯拉夫人與車臣人和印古什人相互攻擊，並搶奪對方財產，暴動整整持續四天。民族衝突在整個1960年代內不斷發生，據報共有約16起衝突事件發生，造成185人重傷，其中19人更因此而死亡。到了1960年代晚期，該區域的態勢逐漸歸於平靜，並達到前所未有的低點，直到1990年代蘇聯解體與車臣戰爭爆發時，局勢才再度升溫。

## 後蘇聯時期

### 車臣戰爭

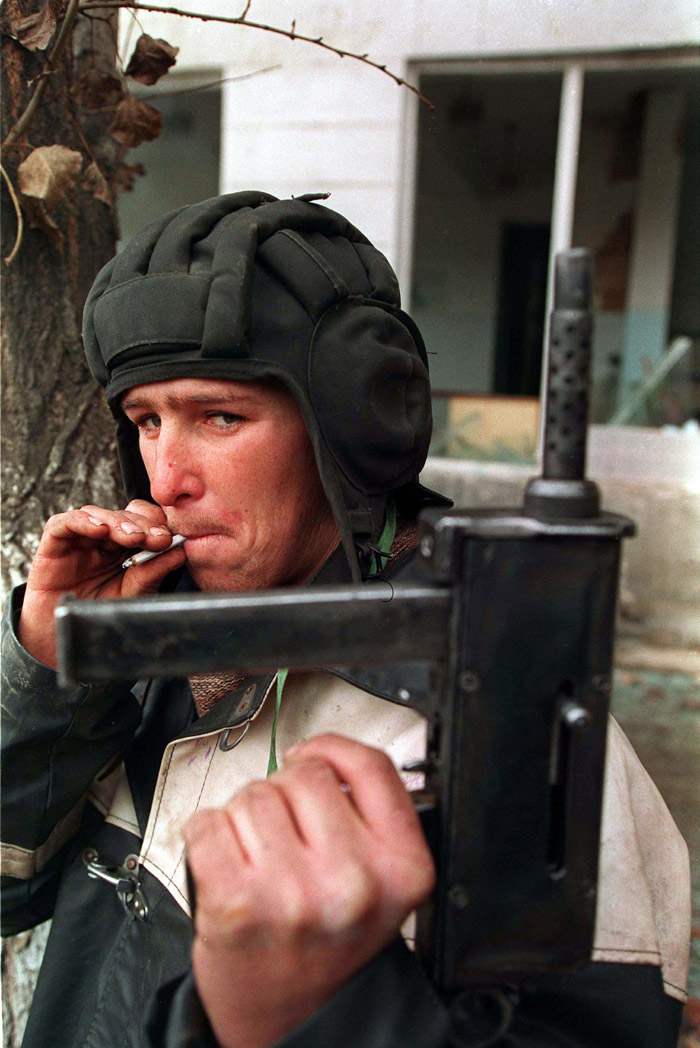
1995年，一名手持Borz衝鋒槍的車臣戰士。

1991年，車臣以伊奇克里亞車臣共和國的名義宣布獨立。根據部分消息來源，1991年至1994年間，數以萬計非車臣人的民眾（多為俄羅斯人、烏克蘭人以及亞美尼亞人）離開該共和國，主要由於該國內據報有許多暴力攻擊事件與針對非車臣人的歧視。其他消息來源則認為車臣統治權的更易並不是多大的問題，而將焦點放在車臣國內日益惡化的狀況、車臣總統焦哈爾·杜達耶夫的激進作為，以及俄羅斯總統鮑利斯·葉爾辛的野心。俄羅斯陸軍於1994年進兵格羅茲尼，但在經歷兩年激烈的戰鬥後，俄羅斯軍隊最終在《哈薩維尤爾特協議》的約束下撤出車臣。車臣得以維持事實上的獨立，直到第二次車臣戰爭於1999年爆發為止。
1999年，俄羅斯政府軍再一次入侵車臣，以作為車臣伊斯蘭武裝份子侵略達吉斯坦的回應。2000年早期，俄羅斯武裝部隊幾乎完全摧毀格羅茲尼，並進而將車臣納入莫斯科的直接控制下。根據美國歷史學家諾曼·內馬克的說法，有強力證據表明俄羅斯政府曾於1990年代中期計畫倘若俄軍無法贏得勝利，便要將車臣人再一次驅離北高加索地區。

### 持續發生中的車臣叛亂
自第二次車臣戰爭於2000年5月結束以來，低強度的武裝叛亂便持續於車臣、印古什以及達吉斯坦等地上演。俄羅斯安全部隊已成功擊斃數名叛亂份子首領，例如於2006年7月10遭到殺害的沙米爾·巴薩耶夫。巴薩耶夫死後，多卡·烏馬羅夫執掌北高加索地區叛亂勢力的領導權，直到其於2013年中毒身亡為止。
來自車臣境內及其他北高加索共和國的激進伊斯蘭份子已被指為俄羅斯國內多起恐怖攻擊的元兇，例如2002年莫斯科歌劇院挾持事件、2004年貝斯蘭人質危機、2010年莫斯科地鐵連環爆炸事件以及2011年多莫傑多沃國際機場炸彈襲擊事件。

### 圖書
- Dunlop, John B. . Cambridge: Cambridge University Press. 1998. ISBN 9780521636193.ISBN 9780521636193.
- James, Patrick; Goetze, David. . Westport, Connecticut: Praeger. 2001. ISBN 9780275971434.ISBN 9780275971434.
- Kempton, Daniel R.; Clark, Terry D. . Praeger. 2001. ISBN 978-0275973063.ISBN 978-0275973063.
- King, Charles. . Oxford: Oxford University Press. 2008. ISBN 978-0-19-517775-6.ISBN 978-0-19-517775-6.
- Kumar, Rajan. . Gurgaon: Hope India. 2006. ISBN 9788178711195.ISBN 9788178711195.
- Schaefer, Robert W. . ABC-CLIO. 2010: 49–61. ISBN 9780313386343.
- Shultz, Richard H. . New York: Columbia University Press. 2006. ISBN 9780231129824.ISBN 9780231129824.
- Smith, Sebastian. . Tauris Parke Paperbacks. 2005. ISBN 978-1850439790.ISBN 978-1850439790.
- Ware, Robert Bruce. . Richard Sakwa  (编). . London: Anthem Press. 2005: 79–115. ISBN 1-84331-165-8.ISBN 1-84331-165-8.
- Daniel, Elton L. . .   [10 October 2013]. （原始内容存档于2019-10-04）.